# Placówka Straży Celnej „Mała Bezula”

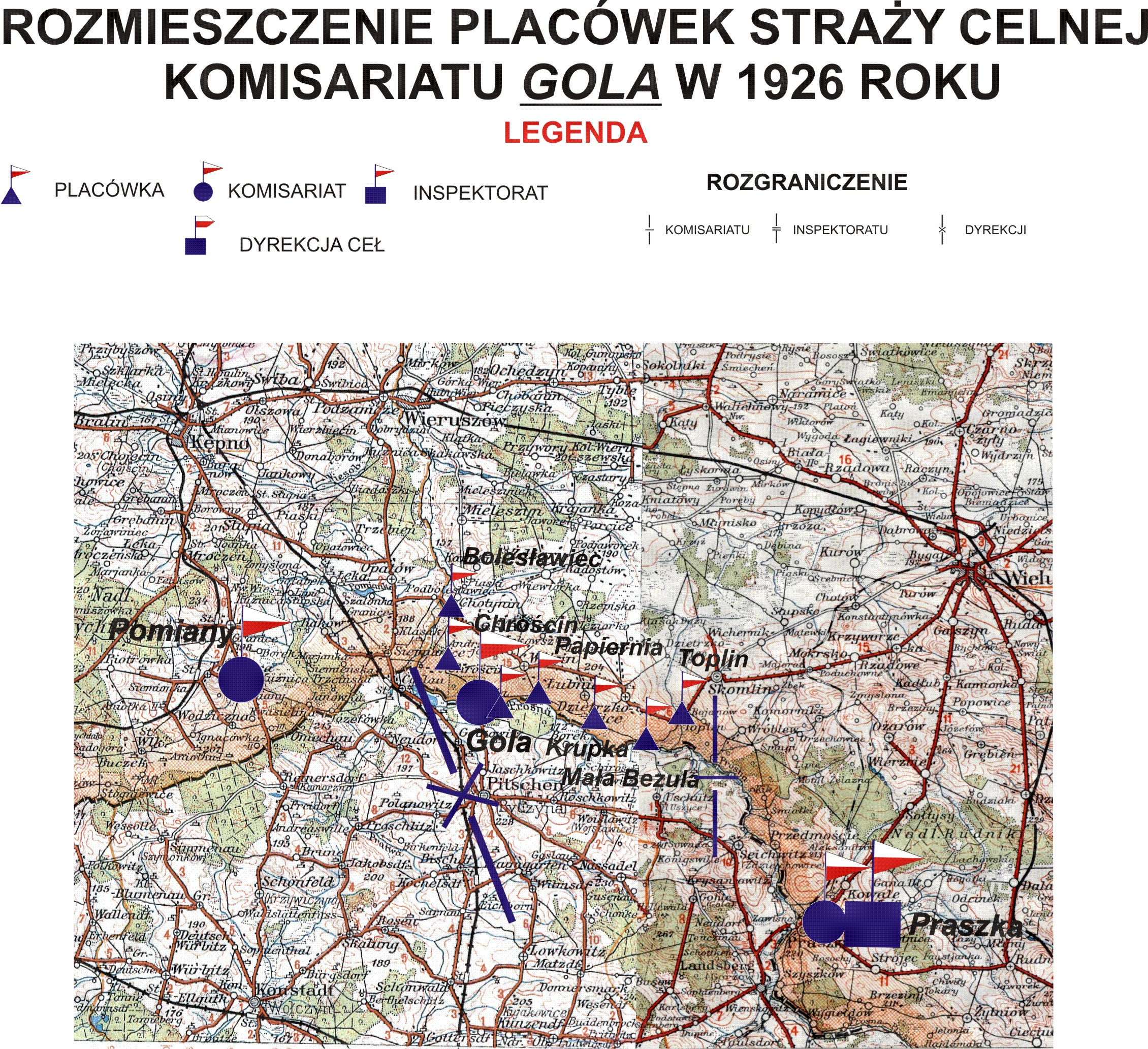
Rozmieszczenie placówek SC Komisariatu Gola

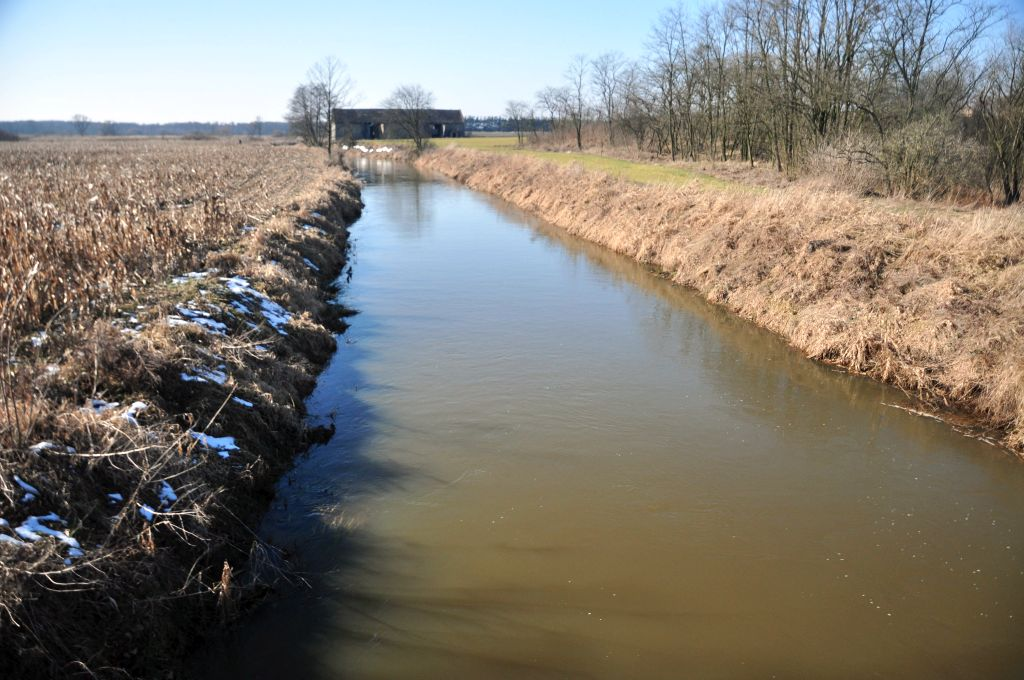
Pozostałości zabudowań w Bezuli, stan 2016 r.

Placówka Straży Celnej „Mała Bezula” – jednostka organizacyjna Straży Celnej pełniąca w okresie międzywojennym służbę ochronną na granicy polsko-niemieckiej.

## Formowanie i zmiany organizacyjne
Na wniosek Ministerstwa Skarbu, uchwałą z 10 marca 1920 roku, powołano do życia Straż Celną. W 1921 roku w Dzietrzkowicach stacjonował jeszcze sztab 1 kompanii 5 batalionu celnego. 1 kompania celna jedną ze swoich placówek wystawiła w Bezuli. Od połowy 1921 roku jednostki Straży Celnej rozpoczęły przejmowanie odcinków granicy od pododdziałów Batalionów Celnych. Proces tworzenia Straży Celnej trwał do końca 1922 roku. Placówka Straży Celnej „Mała Bezula” weszła w podporządkowanie komisariatu Straży Celnej „Gola” z Inspektoratu SC „Praszka”.
W drugiej połowie 1927 roku przystąpiono do gruntownej reorganizacji Straży Celnej. W praktyce skutkowało to rozwiązaniem tej formacji granicznej. Ochronę północnej, zachodniej i południowej granicy państwa przejęła powołana z dniem 2 kwietnia 1928 roku Straż Graniczna.
Rozkazem nr 3 z 25 kwietnia 1928 roku w sprawie organizacji Wielkopolskiego Inspektoratu Okręgowego dowódca Straży Granicznej gen. bryg. Stefan Pasławski powołał komisariat Straży Granicznej „Dzietrzkowice”. Dopiero rozkazem nr 3/31 zastępcy komendanta Straży Granicznej płk. Emila Czaplińskiego z 5 sierpnia 1931 roku podplacówkę Bezula przemianowano na placówkę I linii.

## Funkcjonariusze placówki
Kierownicy placówki
| stopień    | imię i nazwisko, numer | okres pełnienia służby | kolejne stanowisko |
| ---------- | ---------------------- | ---------------------- | ------------------ |
| przodownik | Józef Pańkowski        | był w 1926             |                    |

Obsada personalna placówki w 1926:
- przodownik Józef Pańkowski
- starszy strażnik Jan Minkner (801)
- strażnik Ludwik Płuciennik (847)
- strażnik Łucjan Wójcik (861)
- strażnik Wincenty Tatuszczak
- strażnik Leon Zelasko (720)